# به‌ویتیکی
به‌ویتیکی (به لاتین: Bevitiky) یک منطقهٔ مسکونی در ماداگاسکار است که در منطقه بکیلی واقع شده‌است. به‌ویتیکی ۴٬۰۰۰ نفر جمعیت دارد و ۳۴۰ متر بالاتر از سطح دریا واقع شده‌است.